# Bahnhof Jordanhill

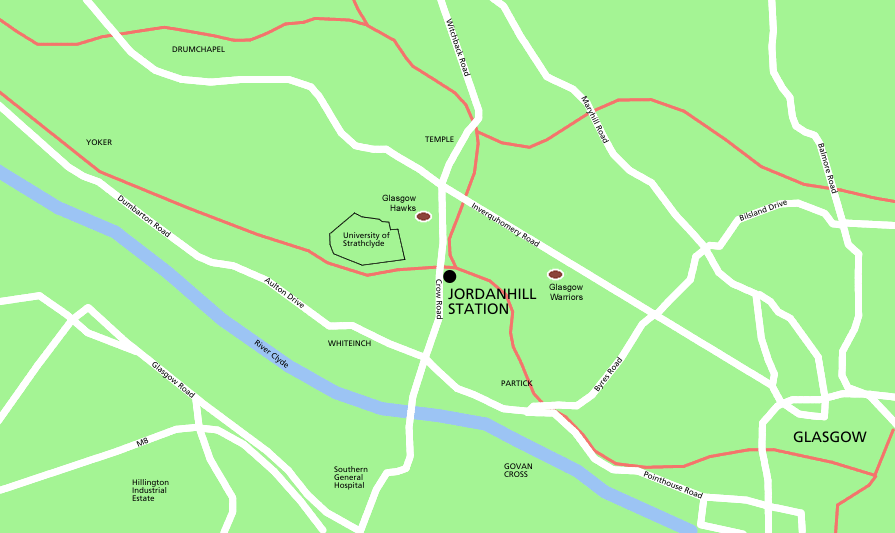
Bahnhof Jordanhill

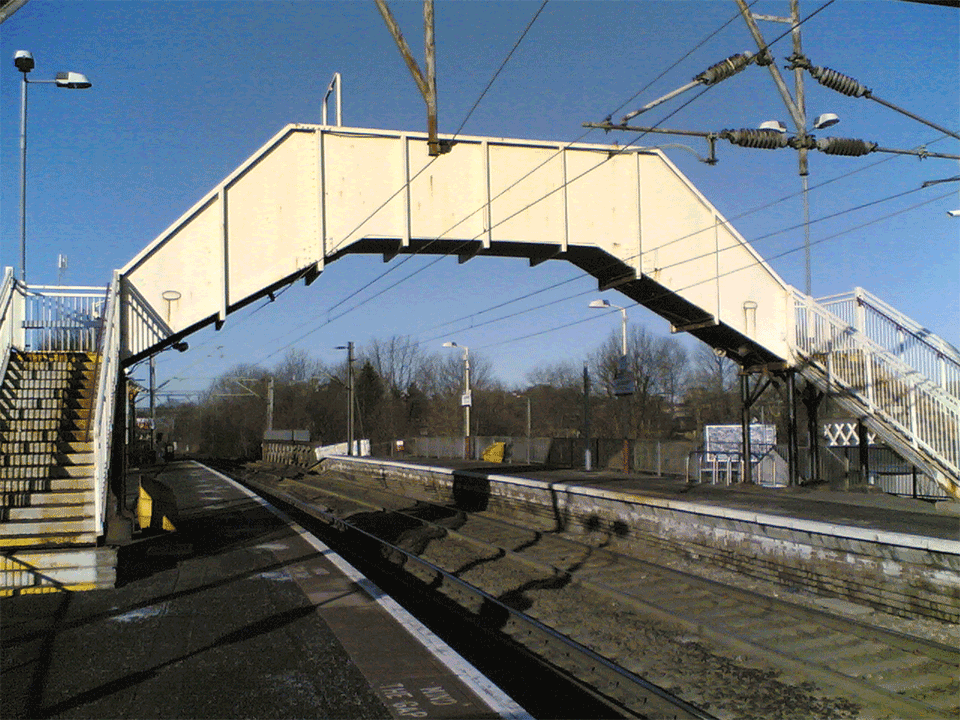
Fußgängerbrücke über den Bahngleisen

Jordanhill ist ein Bahnhof der Argyle Line und der North Clyde Line im Stadtteil Jordanhill in Glasgow (Schottland). Durch die Anbindung an beide, parallel gelegenen, Linien ist er einer der wenigen Bahnhöfe, welcher Direktverbindungen zu beiden Glasgower Hauptbahnhöfen, Glasgow Central und Glasgow Queen Street besitzt.
Die Station wurde am 1. August 1887 als Anfangspunkt der Bahnstrecke der Glasgow, Yoker and Clydebank Railway eröffnet. Der Bahnhof befindet sich in der Nähe des Jordanhill Campus der Universität Strathclyde, nicht weit vom Ufer des Clyde entfernt.
Als Teil der Argyle-Linie wird der Bahnhof insbesondere von Pendlern genutzt, die von und zum Zentrum Glasgows (Glasgow Central) fahren. Vorheriger Bahnhof der Linie ist Hyndland, nächster Bahnhof ist Scotstounhill. Die Haltestelle wird von der Bahngesellschaft ScotRail betrieben.
Am 28. April 1980 ereignete sich am Bahnhof ein ernsthafter Unfall. Ein Zug mit 80 Passagieren auf dem Weg von Dalmuir nach Motherwell entgleiste an einem Eisenbahnknoten kurz nach der Ausfahrt aus dem Bahnhof. Dabei sprang der erste der drei Wagen aus der Schiene und 15 Personen wurden verletzt.